# Marko Petković
Marko Petković (Szávaszentdemeter, 1992. szeptember 3. –) szerb válogatott labdarúgó, a Budapest Honvéd FC labdarúgója.

## Pályafutása

### Klubcsapatokban
Petković a szerb OFK Beograd akadémiáján nevelkedett. 2013 és 2017 között a Crvena zvezda labdarúgója volt, mellyel kétszer lett szerb bajnok; 2014-ben és 2016-ban. 2017-ben az orosz Szpartak Moszkva csapatával orosz szuperkupa-győztes lett, valamint kétszer pályára lépett az UEFA-bajnokok ligája csoportkörében. 2022 január óta a magyar élvonalbeli Budapest Honvéd FC labdarúgója.

### Válogatott
Többszörös szerb utánpótlás-válogatott. A szerb felnőtt válogatottban 2015-ben mutatkozott be.

#### Mérkőzései a szerb válogatottban
| #  | Dátum                | Ellenfél   | Eredmény | Kiírás              | Esemény |  |
| -- | -------------------- | ---------- | -------- | ------------------- | ------- |  |
| 1. | 2015. november 13.   | Csehország | 1 – 4    | barátságos mérkőzés | 82'     |  |
| 2. | 2016. szeptember 29. | Katar      | 0 – 3    | barátságos mérkőzés | 46'     |  |
| 3. | 2021. június 7.      | Jamaica    | 1 – 1    | barátságos mérkőzés | 74'     |  |
| 4. | 2021. június 11.     | Japán      | 0 – 1    | barátságos mérkőzés | 46'     |  |

## Sikerei, díjai
- Crvena zvezda
  - Szerb bajnok (2): 2013–14, 2015–16
- Szpartak Moszkva
  - Orosz szuperkupa-győztes: 2017